# 牧野彦太郎

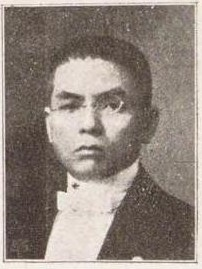
牧野彦太郎

牧野 彦太郎（まきの ひこたろう、1866年7月15日（慶応2年6月4日） - 1940年（昭和15年）7月9日）は、明治から昭和時代戦前の政治家。実業家。衆議院議員。

## 経歴
牧野丈之助の長男として、美濃国恵那郡付知村（岐阜県恵那郡付知町を経て現中津川市付知町）に生まれる。1904年（明治37年）3月、家督を相続する。1890年（明治23年）慶應義塾を卒業する。
農業を営み、東京木管製造所を経営した。
1912年（明治45年）5月の第11回衆議院議員総選挙では岐阜県郡部から出馬し当選。衆議院議員を1期務めた。